# Dio Chrysostomus
Dio Cocceianus (± 40 – ± 120 n.Chr.) van Prusa in Bithynia, sinds de 3e eeuw bijgenaamd Chrysóstomus (= Guldenmond, Grieks: Δίων Χρυσόστομος), was een Griekse redenaar en filosoof.

## Biografie
In 82 raakte hij te Rome verwikkeld in een politieke intrige en werd als gevolg daarvan door keizer Domitianus verbannen uit Italië en Bithynia. Daarop leidde hij een zwervend bestaan naar het voorbeeld van de cynische bedelfilosofen, en reisde door grote delen van de Balkan en Klein-Azië. Nadat hij door Domitianus' opvolger Nerva in ere hersteld was, werd Dio een persoonlijke vriend van Trajanus, in wie hij de belichaming zag van het cynische en stoïcijnse heersersideaal. Hij hervatte zijn reizen en trachtte op vele plaatsen door populair-wetenschappelijke voordrachten over ethische en literaire onderwerpen het zedelijke en culturele peil van de bevolking te verheffen. Daarbij liet hij zich meeslepen door een romantisch heimwee naar de vergane grootheid van het oude Griekenland. 
Dio Chrysostomus besteedde een belangrijk deel van zijn aanzienlijk vermogen aan het verfraaien van zijn geboortestad met openbare gebouwen, maar veel waardering schijnt hij daarvoor van zijn medeburgers niet ondervonden te hebben. In 111 werd hem zelfs een proces aangedaan, waarin de proconsul Plinius de Jongere als rechter optrad. Deze schreef over het proces een brief aan keizer Trajanus, wiens gunstig antwoord eveneens bewaard is gebleven.

## Werk
Dio's wijsgerige opvattingen zijn een mengsel van cynische en stoïcijnse gedachten, en getuigen niet van oorspronkelijk denken. Vaak valt hij zelfs niet van enige oppervlakkigheid vrij te pleiten. In zijn taal en stijl streeft hij naar Attische zuiverheid. De compositie van zijn werken is over het algemeen zwak.
Op zijn naam zijn een 80-tal redevoeringen en diatriben bewaard gebleven (daarvan zijn er twee in werkelijkheid van zijn leerling Favorinus). De overige vormen een bonte verzameling zedenpreken: vermaningen gericht tot vorsten en steden, troostwoorden bij overlijdens, literaire en esthetische uiteenzettingen. 

## In Nederlandse vertaling
Dio Chrysostomus, Troje is nooit veroverd! Trojaans Redevoering (Or. 11), vert. Floris Overduin, 2023
- Bibsys: 90174876
- Biblioteca Nacional de España: XX903415
- Bibliothèque nationale de France: cb12126132c (data)
- Catàleg d'autoritats de noms i títols de Catalunya: 981058523175706706
- CiNii: DA01516064
- Gemeinsame Normdatei: 11867966X
- International Standard Name Identifier: 0000 0001 2283 5285
- Library of Congress Control Number: n79059104
- Bibliotheek van het Japanse parlement: 001101909
- Nationale Bibliotheek van Tsjechië: jn20040528001
- Nationale bibliotheek van Australië: 35063624
- Nationale Bibliotheek van Israël: 987007260456105171
- Nationale Bibliotheek van Polen: a0000001220635
- Nationale en Universitaire bibliotheek Zagreb: 000387021
- Nederlandse Thesaurus van Auteursnamen: 069905894
- Réseau des bibliothèques de Suisse occidentale: 02-A000051689
- Istituto Centrale per il Catalogo Unico: CFIV061344
- LIBRIS: 183847
- SNAC: w6zx09rd
- Système universitaire de documentation: 029691575
- Trove: 815902
- Virtual International Authority File: 100906841